# سیارک ۱۲۰۵
سیارک ۱۲۰۵ (به انگلیسی: 1205 Ebella، نامگذاری:1931TB1) هزار و دویست و پنجمین سیارک کشف شده‌است که در ۶ اکتبر ۱۹۳۱ و در هایدلبرگ کشف شد.
قدر مطلق سیارک برابر ۱۳٫۶۰ است.